# Northern (Oeganda)
Northern is een van de vier regio's van Oeganda.
Northern telt 5.345.964 inwoners op een oppervlakte van 82.099 km². Hoofdstad van de regio is Gulu.
Northern grenst in het westen aan Congo (Kinshasa), in het noorden aan Zuid-Soedan, in het oosten aan Kenia en in het zuiden aan de drie andere Oegandese regio's.
De regio in onderverdeeld in 37 districten, 65 county's, 317 sub-county's, 1.702 gemeenten (parishes) en er liggen 14.725 dorpen.

## Lijst van districten
- Abim
- Agago
- Amolatar
- Adjumani
- Alebtong
- Amudat
- Amuru
- Apac
- Arua
- Dokolo
- Gulu
- Kaabong
- Karenga
- Kitgum
- Koboko
- Kole
- Kotido
- Kwania
- Lamwo
- Lira
- Madi Okollo
- Maracha
- Moroto
- Moyo
- Nabilatuk
- Nakapiripirit
- Napak
- Nebbi
- Nwoya
- Obongi
- Omoro
- Otuke
- Oyam
- Pader
- Pakwach
- Yumbe
- Zombo